# Bernard Pauphilet
Bernard Pauphilet est un résistant et dirigeant d'entreprise français, né le 28 janvier 1918 à Paris 7e et décédé le 30 janvier 2015 en région parisienne. En 1941, il fait partie d'un groupe de résistants d'Alger affiliés à Combat. Il secondera le général de Monsabert dans la création des corps francs d'Afrique.

## Biographie
Il est le fils de l'universitaire et médiéviste Albert Pauphilet et de Madeleine Grandvarlet. Il suit sa scolarité au lycée du Parc à Lyon puis au lycée Louis-le-Grand à Paris. Il entre ensuite à la faculté de droit de Paris avant avec l'Occupation de rejoindre celle d’Alger. Son père, qui s'était opposé au régime de Vichy et au statut des juifs, est emprisonné.
À Alger, Bernard Pauphilet est également aspirant mais aussi membre d'un réseau de résistance. Au moment du débarquement allié en Afrique du Nord en novembre 1942, porteur d'un ordre de mission du général dissident Mast, il détient prisonnier avec son commando, l'amiral Darlan et le général Juin pendant quelques heures, à la villa des Oliviers, aujourd’hui l’ambassade de France à Alger.
De 1943 à 1944, il est secrétaire au Comité français de libération nationale à Alger.
Après guerre, il est directeur des ventes de différentes sociétés, puis de 1952 à 1957, conseiller technique au Commissariat à la productivité à Paris, année où il devient directeur général d'AMP France, une société de matériel électrique et électronique. En 1960, il est président-directeur général de Becton-Dickinson France, une société d'appareils médico-chirurgicaux. En 1965, il est conseiller de direction de différents groupes industriels puis en 1967 PDG de Pennsalt Equipements industriels. En 1970, il est auditeur à l'Institut des hautes études de défense nationale (IHEDN).
De 1978 à 2002, il est consultant en management et en gestion financière.

## Décorations
- Officier de la Légion d'honneur (décret du 30 octobre 1992)[3] ; chevalier du 10 octobre 1964[5],[6]
- Croix de guerre 1939–1945[3]
- Médaille de la Résistance française (décret du 30 novembre 1946)[3]